# 阿爾丹山原
阿爾丹山原是俄羅斯的高原，位於奧廖克馬河和烏丘爾河之間的西伯利亞東部，最高點海拔高度2,306米，蘊藏的天然資源有鐵、銅、金、煤和雲母。